# رمانه، پاکستان
رمانه (به انگلیسی: Ramana) یک روستا در پاکستان است که در پنجاب واقع شده‌است.